# No Alibis
«No Alibis» es una canción del músico británico Eric Clapton, publicada en el álbum de estudio Journeyman (1990). Una versión editada fue publicada como sencillo con "Running on Faith" como cara B en 1989, seguido de sendas ediciones en 12" y maxi sencillo junto a versiones en directo de "Behind the Mask" y "Cocaine". Dichas versiones en directo fueron grabadas en el National Exhibition Centre de Birmingham, Inglaterra.
"No Alibis" fue descrita por el autor Marc Roberty como "una canción fuerte, cercana a un himno". Compuesta junto al colaborador Jerry Lynn Williams, combina la voz áspera de Clapton con la voz ligera de la corista Daryl Hall. La letra trata sobre un hombre diciéndole a su mujer o a su esposa que deje de mentirle, sugiriéndole que las mentiras solo consiguen empeorar la situación. La canción está compuesta en Re mayor.
En su autobiografía, Clapton describió que compuso la canción con Williams, a pesar de figurar éste como único autor, debido a que Clapton fue traicionado por su por entonces esposa Lory Del Santo. El sencillo alcanzó la posición 53 en la lista británica UK Singles Chart, donde estuvo tres semanas, y el cuarto puesto en la lista estadounidense Mainstream Rock Tracks.

## Personal
- Coros – Chaka Khan, Lani Groves
- Bajo y coros – Nathan East
- Batería – Jimmy Bralower
- Guitarra y voz – Eric Clapton
- Coros – Daryl Hall
- Teclados – Greg Phillinganes
- Percusión – Carol Steele
- Piano – Richard Tee
- Programación – Robbie Kondor